# Dentisterna
Dentisterna is een geslacht van kevers uit de familie bladkevers (Chrysomelidae).
De wetenschappelijke naam van het geslacht werd in 1993 gepubliceerd door Medvedev.

## Soorten
- Dentisterna antennalis Medvedev, 2004
- Dentisterna bicolor Medvedev, 1993
- Dentisterna cyanipennis Medvedev, 1996
- Dentisterna fulva Medvedev, 1996
- Dentisterna obscura Medvedev, 1996